# Juan José Uranga
Juan José Uranga (Roldán, Santa Fe; 23 de diciembre de 1907-Buenos Aires, 27 de septiembre de 1999) fue un militar argentino, que alcanzó la jerarquía de general de brigada del Ejército Argentino. Participó en la Revolución Libertadora, que lo nombró ministro de Transportes de la Nación y director de Yacimientos Carboníferos Fiscales. 

## Biografía
Egresó del Colegio Militar de la Nación y fue enviado militar en España y Portugal. Fue director del Liceo Militar General Belgrano, comandante del Segundo Destacamento y director de la Obra Social del Ejército. Participó en la planificación del derrocamiento de Juan Domingo Perón y condujo los mandos militares que secundaron al almirante Isaac Rojas para deponerlo desde Río Santiago. En el crucero ARA 17 de octubre (posteriormente General Belgrano) junto con Rojas definieron la dirección del gobierno tras el golpe.
Fue designado titular del Ministerio de Transportes en el gobierno de facto de Eduardo Lonardi el 24 de septiembre de 1955. fue cesado el 13 de noviembre del mismo año durante el gobierno de Pedro Eugenio Aramburu y detenido el mismo día por "conspiración contra el gobierno".
El 6 de agosto de 1958 fue nombrado presidente de Yacimientos Carboníferos Fiscales, por decreto n.º 3683 del presidente Arturo Frondizi. Presentaría su renuncia, la cual fue aceptada el 13 de mayo de 1959 (decreto n.º 5919).
Padre de Juan José, quien fuera embajador argentino en Brasil, Ignacio y Carlos Alberto Uranga.